# Ellen Løjmar
Ellen Løjmar, född 6 maj 1903 i Skelby sogn på Falster, död 26 mars 1964, var en dansk skådespelare. Hon var gift med Erik Lassen och Alex Zander.
Mellan åren 1925 och 1927 arbetade hon på Odense Teater. Därefter arbetade hon på bland annat Helsingør Sommerteater, Aarhus Teater, Ambassadeur Teatret i Ålborg. Hon medverkade i många revyer. 
Ellen Løjmar ligger begravd på Bispebjergs kyrkogård i Köpenhamn.

## Filmografi (urval)
- 1939 – Cirkus
- 1938 – Blaavand melder Storm
- 1941 – Gå med mig hjem